# سيمون كينبرج
سيمون كينبرج (بالإنجليزية: Simon Kinberg)‏ منتج سينمائي وكاتب سيناريوهات أمريكي من أصل بريطاني ولد في (2 أغسطس 1973 في لندن - إنجلترا).

## حياته المهنية
انتقلت عائلته إلى الولايات المتحدة الأمريكية بكاليفورنيا، درس سيمون في مدرسة (برينتوود) بكاليفورنيا وتخرج منها في عام 1991، ثم التحق بجامعة براون، وقد حصل على الماجستير في الفنون من كلية كولومبيا للأفلام، ثم بدأ في التأليف لعدة شركات مشهورة منها (ديزني - سوني بيكتشرز - دريم ووركس).

### أعمالة
- السيد والسيدة سميث
- رجال-إكس: الموقف الأخير
- شارلوك هولمز
- ابراهام لنكولن: صياد مصاص الدماء
- هذا معناه حرب
- رجال-إكس: أيام المستقبل الماضي
- ديدبول 2

## روابط خارجية
- سيمون كينبرج على موقع IMDb (الإنجليزية)
- سيمون كينبرج على موقع روتن توميتوز (الإنجليزية)
- سيمون كينبرج على موقع ألو سيني (الفرنسية)
- سيمون كينبرج على موقع أول موفي (الإنجليزية)
- سيمون كينبرج على موقع بوكس أوفيس موجو (الإنجليزية)
- سيمون كينبرج على موقع قاعدة بيانات الأفلام السويدية (السويدية)
- سيمون كينبرج على موقع قاعدة بيانات الفيلم (الإنجليزية)
- سيمون كينبرج على موقع كينوبويسك (الروسية)